# Bulgaria en los Juegos Paralímpicos de París 2024
Bulgaria estuvo representada en los Juegos Paralímpicos de París 2024 por tres deportistas, dos hombre y una mujer.

## Medallistas
El equipo paralímpico búlgaro obtuvo las siguientes medallas:
| Nombre        | Deporte   | Evento             |
| ------------- | --------- | ------------------ |
| Oro           |           |                    |
| Ruzhdi Ruzhdi | Atletismo | Peso F55 masculino |
| Plata         |           |                    |
| —             |           |                    |
| Bronce        |           |                    |
| —             |           |                    |